# Göran Flodström
Göran Ingmar Flodström (* 27. Januar 1953 in Stockholm) ist ein ehemaliger schwedischer Degenfechter.

## Erfolge
Göran Flodström wurde 1974 in Grenoble und 1975 in Budapest mit der Mannschaft Weltmeister. Bei den Olympischen Spielen 1976 zog er in Montreal im Mannschaftswettbewerb ungeschlagen ins Finale ein, in dem die schwedische Equipe Deutschland mit 8:5 bezwang. Gemeinsam mit Rolf Edling, Carl von Essen, Leif Högström und Hans Jacobson wurde Flodström somit Olympiasieger. In der Einzelkonkurrenz belegte er den siebten Platz.